# Élection présidentielle nigérienne de 1996
L'élection présidentielle nigérienne de 1996 a lieu les 7 et 8 juillet 1996 afin d'élire le président de la République du Niger. Le général Ibrahim Baré Maïnassara, artisan du coup d'État de janvier, est élu dès le premier tour d'une élection marquée par une fraude massive et d'importantes irrégularités.

## Contexte
La querelle opposant le premier président élu démocratiquement au Niger, Mahamane Ousmane, à Hama Amadou, premier ministre, à paralysé le pays en 1995.
Le 27 janvier 1996, un coup d'État militaire renverse le premier président élu démocratiquement, Mahamane Ousmane, resté trois années au pouvoir, et installe le général Ibrahim Baré Maïnassara à la tête de l'État.
La constitution est revue en mai, renforçant le pouvoir présidentiel. Ibrahim Baré Maïnassara organise, sous la pression de la communauté internationale, une nouvelle élection présidentielle. L'élection se déroule en juillet 1996.

## Candidats
Les partis politiques sont de nouveau autorisés en mai 1996. Ils présentent quatre candidats, dont l'ancien président Mahamane Ousmane, ainsi que Mamadou Tandja, dirigeant du MNSD. L'officier parachutiste, Baré Maïnassara, devenu général « à la demande de la chefferie », est le cinquième candidat, insistant sur son indépendance par rapport à ces partis. 

## Résultats
Après les élections présidentielle et législatives de 1993 saluées par les observateurs, l'élection présidentielle de 1996 est organisée dans des circonstances très controversées. À l'issue du scrutin, la junte militaire au pouvoir dissout la Commission électorale nationale indépendante (CENI), pour la remplacer par la Commission nationale des élections (CNE) dont elle désigne le président. Les candidats à l'élection présidentielle accusent le général Baré Maïnassara d'avoir fait un nouveau coup d'État. L'Union syndicale des travailleurs du Niger menace de lancer un mouvement de « grève générale illimitée ». Baré Maïnassara assigne à résidence surveillée les quatre autres candidats au lendemain des élections. 
La nouvelle commission électorale proclame la victoire du général Ibrahim Baré Maïnassara, artisan du coup d'État de janvier, avec 52,22 % des suffrages. L'ancien président Mahamane Ousmane, renversé par les militaires, arrive en deuxième position avec 19,75 % des voix. Selon Les Échos, contrairement aux résultats officiels, Baré Maïnassara n'arrivait qu'en seconde position à l'issue du premier tour.

### Résultats nationaux
|                          | Ibrahim Baré Maïnassara    | Indépendant              | 1 262 308 | 52,22 |  |  |
|                          | Mahamane Ousmane           | CDS                      | 477 826   | 19,75 |  |  |
|                          | Mamadou Tandja             | MNSD                     | 378 322   | 15,65 |  |  |
|                          | Mahamadou Issoufou         | PNDS                     | 187 826   | 7,60  |  |  |
|                          | Moumouni Adamou Djermakoye | ANDP                     | 115 302   | 4,77  |  |  |
|                          |                            |                          |           |       |  |  |
| Votes valides            | Votes valides              | Votes valides            | 2 417 189 | 95,73 |  |  |
| Votes blancs et nuls     | Votes blancs et nuls       | Votes blancs et nuls     | 107 830   | 4,27  |  |  |
| Total                    | Total                      | Total                    | 2 525 019 | 100   |  |  |
| Abstention               | Abstention                 | Abstention               | 1 279 731 | 33,64 |  |  |
| Inscrits / participation | Inscrits / participation   | Inscrits / participation | 3 804 750 | 66,36 |  |  |

### Résultats départementaux

Pourcentage des suffrages obtenus par Ibrahim Baré Maïnassara au 1er tour.

Les résultats officiels sont publiés pour chacun des 7 départements, ainsi que la communauté urbaine de Niamey.
| Département | Ibrahim Baré Maïnassara | Mahamane Ousmane | Mamadou Tandja | Mahamadou Issoufou | Moumouni Adamou Djermakoye |
| ----------- | ----------------------- | ---------------- | -------------- | ------------------ | -------------------------- |
| Agadez      | 26 034                  | 10 618           | 13 858         | 6 817              | 941                        |
| Diffa       | 11 196                  | 7 226            | 21 092         | 5 635              | 815                        |
| Dosso       | 269 854                 | 18 979           | 28 815         | 18 643             | 52 455                     |
| Maradi      | 165 042                 | 76 484           | 49 454         | 16 881             | 5 571                      |
| Niamey      | 46 828                  | 11 656           | 28 148         | 6 001              | 7 640                      |
| Tahoua      | 160 705                 | 75 023           | 85 122         | 96 084             | 6 926                      |
| Tillabéri   | 465 420                 | 16 406           | 112 237        | 17 512             | 35 376                     |
| Zinder      | 117 220                 | 261 039          | 39 596         | 16 253             | 5 578                      |
| Total       | 1 262 308               | 477 826          | 378 322        | 187 826            | 115 302                    |

## Réactions internationales
Le porte-parole du département d'État américain s'est dit « stupéfait par l'apparente incapacité du gouvernement nigérien à se conformer à ses engagements en faveur d'une transition vers la démocratie rapide et dans la transparence ».
L'Assemblée paritaire de la Convention conclue entre les États d'Afrique, des Caraïbes et du Pacifique et l'Union européenne (ACP-UE) estime que « le scrutin ne s'est pas conformé aux principes d'élections libres, justes et démocratiques ».
Le Bénin s'est déclaré « révolté devant le spectacle du Niger ».
La France se montre beaucoup moins regardante. Si le Quai d'Orsay rappelle que « les événements qui se sont produits au Niger soulèvent des interrogations », le ministre de la Coopération Jacques Godfrain déclare lors de la cérémonie d'investiture « qu'un putschiste qui se soumet à l’épreuve des urnes fait preuve d‘une belle force de caractère »,.